# Sijpkes
Sijpkes was een Nederlands busbedrijf, voornamelijk actief in het noorden en oosten van het land. Tussen 1895 en 1916 werden lijndiensten per omnibus gereden in de Gronings-Drentse veenkoloniën. In de jaren 80 en 90 van de 20e eeuw onderhield het bedrijf de eerste dagelijkse snelbuslijnen Groningen-Enschede en Groningen-Schiphol (in samenwerking met KLM). In 2011 ging het bedrijf failliet.

## Geschiedenis

### Ontstaan
Pieter Sijpkes vestigde zich in 1895 als omnibusondernemer in Buinerveen en zette de lijndiensten Borger-Stadskanaal, Buinerveen-Assen en Buinerveen-Zuidlaren op. In de omnibus was plaats voor acht personen en er kon ook vracht en post mee. De omnibusdiensten stopten in 1916. Pieters zoon Hindrik zette zijn werkzaamheden in 1919 voort met een bodedienst per paard en wagen tussen Borger en Stadskanaal en later ook naar Groningen. In 1922 werd de eerste gemotoriseerde vrachtwagen aangeschaft en in 1930 de eerste autobus. Het kleinschalige bedrijf groeide gestaag tot de Tweede Wereldoorlog, toen al het rijdend materieel werd gevorderd door de Duitse bezetter.

### Touringcarbedrijf

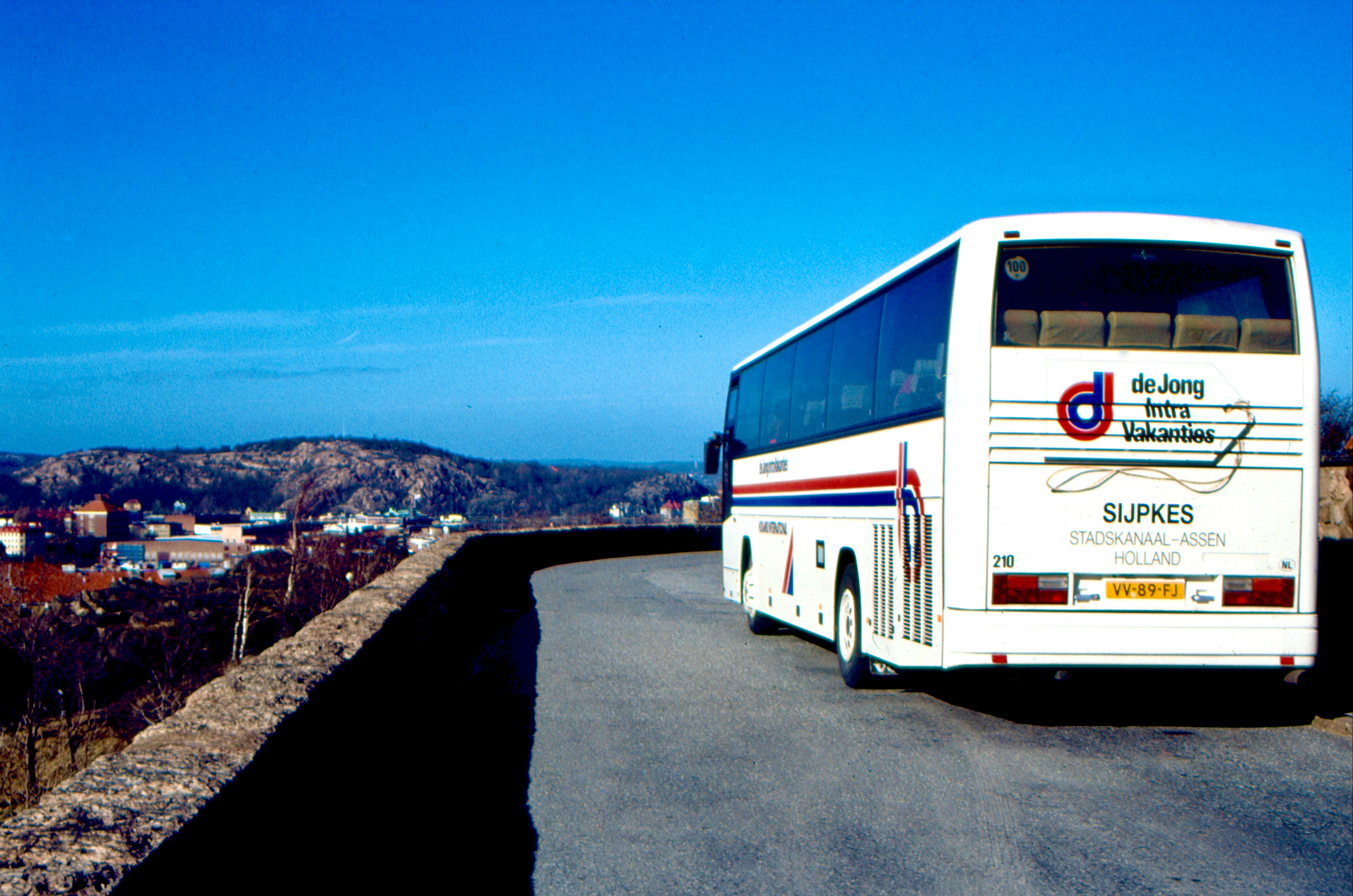
Een bus van Sijpkes, Göteborg (1994)

Na de oorlog werden nieuwe bussen aangeschaft, waarmee vooral dagtrips met verenigingen en scholen werden gemaakt. Onder leiding van Hindriks zoons Pieter en Harm werd begonnen met binnen- en buitenlandse touringcarreizen en groeide het bedrijf mede door overnames uit tot een van de grootste particuliere vervoersbedrijven van Nederland.

### Snelbuslijnen
Na invoering van de Wet Personenvervoer in 1988 begaf het bedrijf zich op het snijvlak van besloten en openbaar vervoer. Met wisselend succes werden snelbuslijnen opgezet om een voet tussen de deur te krijgen op de markt voor openbaar vervoer. Halverwege de jaren 90 staakten deze pogingen en werd een intensieve samenwerking aangegaan met de GADO.
| Lijn               | Route                                    | Via               | Exploitant(en)               | Periode       | Opmerkingen                                                |
| ------------------ | ---------------------------------------- | ----------------- | ---------------------------- | ------------- | ---------------------------------------------------------- |
| Noord-Oost Express | Groningen - Enschede                     | Hengelo en Almelo | Sijpkes, TAD, GADO, DVM, TET | 1988 t/m 1991 | spits 2x/dag, dal 2x/dag, zaterdag 2x/dag, zondag 1x/avond |
| Schipholbus        | Groningen (Eelde-Paterswolde) - Schiphol | Heerenveen        | Sijpkes                      | 1992 t/m 1994 | 4x/dag                                                     |

#### Noord-Oost Express
In 1988 startte Sijpkes in samenwerking met een aantal besloten en openbaar vervoerders uit de provincies Groningen, Drenthe en Overijssel een dagelijkse snelbuslijn tussen Groningen en Enschede, met tussenstops in Almelo en Hengelo. De Noord-Oost Express richtte zich op studenten, als goedkoper en sneller alternatief voor de trein. Na de komst van de OV-studentenkaart in 1991 verdween deze lijndienst.

#### Schipholbus
De Schipholbus was van 1992 tot en met 1994 een dagelijkse snelbusverbinding tussen Groningen, Friesland en Schiphol. Deze commerciële lijndienst was de eerste in zijn soort in Nederland en werd opgenomen in de dienstregeling van KLM. Tweede Kamerlid Annemarie Jorritsma pleitte voor een overheidssubsidie om de lijn te ondersteunen, maar die kwam er niet. Vanwege een tussenstop in Heerenveen kreeg die plaats een internationale IATA-luchthavencode: QYZ (operated by coach).

## Deelnemingen en overnames
- Sijpkes nam onder meer de busbedrijven Bergman (1974), Reiscentrale Twente (1975), ESA (1985) en Harmanni (1990) over en had garages in Stadskanaal, Assen, Zwolle en Marum.
- Het bedrijf was aandeelhouder van landelijke touroperator De Jong Intra[4] en had onder de naam Sijpkes Reizen een reisbureauketen in de provincie Groningen.
- Als deelnemer van SATO verrichtte Sijpkes enkele decennia het personenvervoer voor de Koninklijke Landmacht.
- Het bedrijf was (vervoer)sponsor van noordelijke instellingen en sportclubs zoals het Noord Nederlands Orkest en BV Veendam.
- Sijpkes initieerde in samenwerking met het Arbeidsbureau de landelijke opleiding touringcarchauffeur/reisleider (SOET).[16][17]

## Faillissement
In 1996 kwam Sijpkes in zwaar weer terecht. Het bedrijf ging in 2011 failliet. Eerst het reisbureau en door onderlinge verwevenheid later ook het touringcarbedrijf. Het klantenbestand werd overgenomen door Arriva. In 2013 richtte een oud-directeur een nieuw reisbemiddelingsbureau op met dezelfde bedrijfsnaam.